# 朝コータロー
朝 コータロー（あさ こーたろー、1942年3月15日 - ）は、日本の歌手、声優。関東州大連市出身。大沢事務所所属。
ソロでの別名義に「朝 紘一」「朝 礼志」「朝 紘太郎」がある。

## 経歴
1958年、栗敏夫らとともに、『ザ・タドポールズ』を結成。メンバーの中には後に様々な形でともに活動することとなるヒデ夕樹がいた。
1966年、朝と栗は、四国で行われたジョイントライブで『ジミー時田とマウンテンプレイボーイズ』のメンバーの一人であった尾崎紀世彦と知り合う。同年代ということで打ち解け意気投合し、1967年に栗、尾崎とともに『ザ・ワンダース』を結成する。ボーカル、ギター、ベースを担当した。
ワンダース解散後は、ヒデ夕樹の『ソウルフル・ブラッズ』に参加。1973年、『スーパーロボット レッドバロン』の主題歌を歌唱する。同年には、ヒデ夕樹とともに『ヒデとコータロー』を結成。日立グループのCMソング『日立の樹』（通称：この木なんの木）を歌唱した。この『日立の樹』は1989年にCM曲の刷新に合わせて日本コロムビアからシングルCDとして発売され、主にこのバージョンの方が一番知られている。
また声優として、独特の低い声を生かし、テレビ番組のナレーション、ボイストレーナーなど、活動の幅を広げている。

## 代表曲
- レッドバロン（レッドバロン主題歌）1973年
- たたかいのうた（レッドバロン挿入歌。音羽ゆりかご会との共演）1973年
- 日立の樹（ヒデ夕樹、シンガーズ・スリーとの歌唱）1973年
- 日立の樹（カバーバージョン。ヒデ夕樹、杉並児童合唱団、伊集加代子、和田夏代子との歌唱）1989年

## 出演

### テレビドラマ
- リング〜最終章〜
- らせん（手紙の声）

### テレビアニメ
- グレゴリーホラーショー（一つ目魔術師）

### 映画
- スペーストラベラーズ（メイキング番組）
- GOEMON（ナレーター）

### テレビ番組
- 人生が変わる1分間の深イイ話（ボイスオーバー）
- 奇跡体験!アンビリバボー（ボイスオーバー）
- たけしの万物創世記（ボイスオーバー）
- シンボルず
- 竹山先生?
- NHKスペシャル「ボクの自学ノート〜7年間の小さな大冒険〜」[5]

### 舞台
- レ・ミゼラブル

### その他
- ほんとにあった! 呪いのビデオ（スペシャル版3巻のナレーション）
- 怪奇! アンビリーバブル（ナレーション）
- 20世紀人物列伝 グレース・ケリー

### CM
- JR東海「いま、ふたたびの奈良へ 金峯山寺篇」（ナレーション）